# Deformation (fysiologi)
Deformation är bruket att omforma människokroppen genom yttre mekanisk påverkan. Det omfattar både terapeutiska åtgärder som tandreglering, och kosmetiska åtgärder som fotbindning, halstöjning och piercing.